# Иън Хил
Иън Хил (на английски: Ian Hill) е британски рокмузикант – баскитарист, роден през 1951 г.
Хил е най-известен като един от основателите на легендарната хевиметъл група Джудас Прийст и неин член през целия период на съществуването ѝ до наши дни.

## Биография
Иън Франк Хил е роден в Уест Бромич, графство Уест Мидландс, централна Англия. Той е единствено дете в семейството. Баща му свири на контрабас в успешно джаз трио, вследствие младият Иън усвоява този инструмент, прехвърляйки се впоследствие на бас китара.
Като тийнейджър Иън Хил е много запален по своя мотопед тип скутер, имайки един от най-впечатляващите модели в училището и квартала. В същия квартал живее и К.К. Даунинг, който посещава и същото училище. Двамата с Иън стават неразделни приятели, а по-късно са сред създателите на Джудас Прийст заедно с Джон Елис – друг техен приятел, и Ал Аткинс. Преди това и след завършване на училище Хил работи за кратко в Regent Spring – магазин за авточасти.
Иън Хил има и съдбовна роля в сформирането на класическия състав на Джудас Прийст. Той е причината двамата с К.К. Даунинг да се натъкнат на Роб Халфорд, излизайки със сестрата на Роб, която ще стане негова съпруга от 1976 г. до средата на 80-те години. Двамата имат син Алекс, роден през 1980 г.

## Дискография

### С Джудас Прийст
Иън Хил изпълнява партиите на бас китарата във всички студийни албуми на Джудас Прийст. Той е съавтор на композициите „Winter“ и „Caviar and Meths“ от албума „Rocka Rolla“ (1974), както и на песента „Invader“ от албума „Stained Class“.
- Rocka Rolla (1974)
- Sad Wings of Destiny (1976)
- Sin After Sin (1977)
- Stained Class (1978)
- Killing Machine/Hell Bent for Leather (1978/1979)
- British Steel (1980)
- Point of Entry (1981)
- Screaming for Vengeance (1982)
- Defenders of the Faith (1984)
- Turbo (1986)
- Ram It Down (1988)
- Painkiller (1990)
- Jugulator (1997)
- Demolition (2001)
- Angel of Retribution (2005)
- Nostradamus (2008)